# Карон (древний город)
Каро́н (перс. کران‎, тадж. Карон) — древний город на юго-востоке Таджикистана, называемый «Мачу-Пикчу Таджикистана».

## Расположение
Название города в переводе со среднеперсидского языка означает «место, расположенное на высоте». Карон находится к востоку от села Калаихум в Дарвазском районе в Горно-Бадахшанской автономной области, в исторической области Дарваз, на древней караванной дороге в Хорог, на высоте 2000 метров над уровнем моря, на высокогорье над рекой Пяндж, вблизи таджикско-афганской границы. Площадь города составляет 1 квадратный километр (100 гектаров).

## История исследования
Карон обнаружил в 2012 году археолог, академик Юсуфшо Якубов. По мнению Якубова город был основан 4 тысячи лет назад. С момента обнаружения раскопки ведутся Институтом истории, археологии и этнографии им. А. Дониша Академии наук Республики Таджикистан за счёт средств Фонда «Муаллими кухистон». В них участвуют археологи из России, Ирана, Франции и Бельгии.
В ходе раскопок найдены остатки площадки для игры в поло и обсерватории, ветряной мельницы и зороастрийского святилища — пятикупольного храма огня, храма воды, двух храмов ветра, фундаменты жилых и административных зданий. Стадион размером 300 на 50 метров вмещал более 10 000 зрителей. До Х века в Кароне исповедовался зороастризм. Найден алтарь храма огня, ритуальный бассейн, на центральной площади города — каменная подставка, на которой лежала священная книга «Авеста». Исламизация Карона произошла в XII—XIII веках. Комплекс зданий предположительно представляет собой царский дворец. Здания построены из кирпича. В городе действовал водопровод и дренажная система. В Кароне расположены мастерские для обжига кирпича, изготавливались глиняные трубы. Город был покинут в XV веке, вероятно, из-за истощения водных ресурсов.